# Van Goslinga

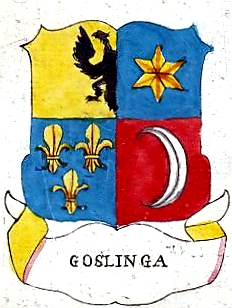
Wappen derer van Goslinga

Van Goslinga  ist der Name einer adeligen Familie, welche im Zeitraum des 17. und 18. Jahrhunderts eine bedeutende Rolle in der Regierung von Friesland innehatte. Als Stammherr tritt Feye van Goslinga in Erscheinung, er lebte um 1460 in Hallum. Diverse Personen dieses Geschlechts führten das adelige Prädikat Jonkheer.

## Familienmitglieder
- Johan van Goslinga († 1688), Grietman von Franekeradeel, Deputierter der Staaten von Friesland
- Sicco van Goslinga (1664–1731), Sohn des vorhergehenden, Grietman von Franekeradeel, Diplomat, Deputierter und Ratsherr der Staaten von Friesland sowie der niederländischen Generalstaaten, 'Gedeputeerde te Velde' (politischer Kommissar) der Generalstaaten der Republik der Sieben Vereinigten Provinzen der Niederlande; Er bewohnte das Landhaus Sickema State bei Herbaijum
- Dodonea Lucia van Goslinga (* 1702), Tochter des vorhergehenden, verheiratet mit Unico Wilhelm van Wassenaer

## Galerie

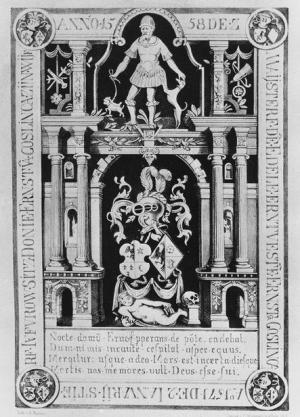
Renaissance-Epitaph des Ehepaares Ernst van Goslinga († 1558) und Syts van Donia († 1571) in der St. Martinskirche zu Hallum
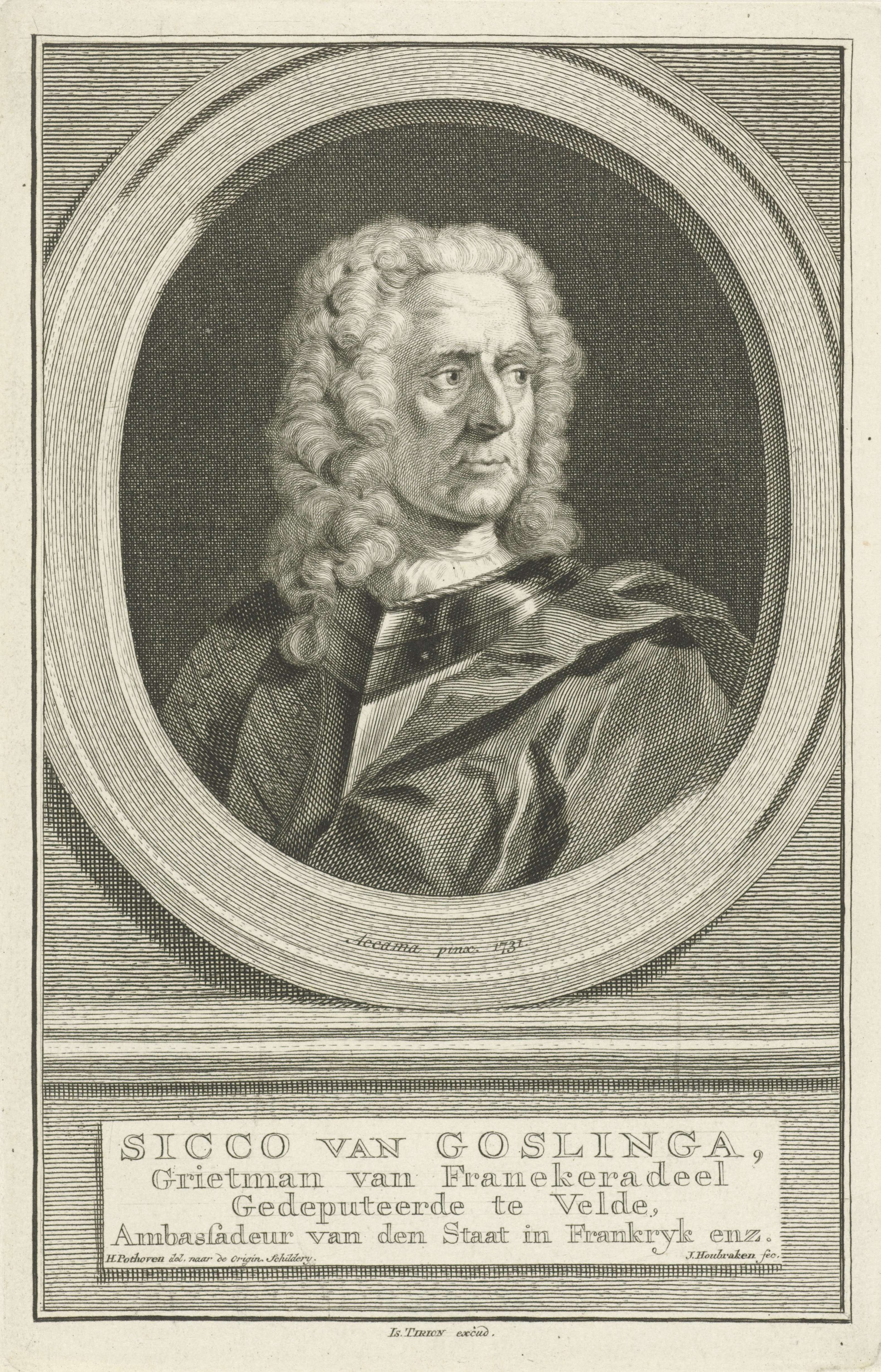
Sicco van Goslinga
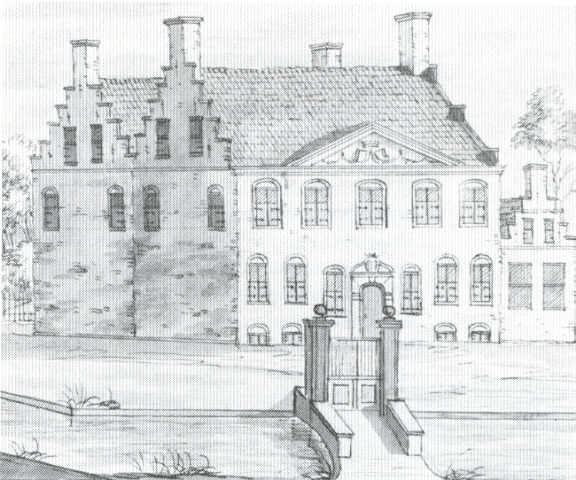
Landhaus Sickema State, Herbaijum, (1722)